# Поза законом (фільм, 1983)
«Поза законом» (оригінальна назва: «Маргінал» (фр. Le Marginal)) — французький кінофільм-бойовик випущений 26 жовтня 1983 року, знятий Жаком Дере, з Жаном-Полем Бельмондо в головній ролі.

## Опис
Для французького режисера Жака Дере, який поставив кілька кримінальних фільмів за участю Алена Делона, «Людина поза законом» — це друга спільна (після досить успішного «Професіонала») робота з іншим популярним актором Жаном-Полем Бельмондо. Досить жорсткі знімання Дере набули з приходом «супермена № 1» французького кіно ще більшу суворість, підчас натуралістичність у відображенні реалій сучасного життя. Адже і назву «Le marginal» можна перекласти наступним чином: «Людина з дна життя».
Оскільки жорстокий і непримиренний комісар поліції Філіп Жордан вирушає якраз «на саме дно» Парижа, в брудні і підозрілі квартали, де переважно мешкають маргінальні типи — злочинці, повії, гомосексуали. Комісар розшукує ватажка банди — Меккаччі, який вбив його найкращого друга. І безжалісність у втіленні Жорданом власного поняття про справедливість і правосуддя, навмисне використання незаконних засобів у боротьбі з людьми, які опинилися на узбіччі суспільства, роблять самого поліцейського як би людиною поза законом або маргіналом.

## Сюжет
Комісара Філіпа Жордана (Жан-Поль Бельмондо) направляють з Парижа до Марселя для боротьби з наркомафією. Стиль роботи комісара полягає у використанні незаконних методів, що хоча й ефективно, але викликає нерозуміння у його начальства. Так, коли він на гелікоптері наздоганяє човен наркодилерів, то закриває їх в каюті і топить весь героїн. У розмові з адвокатом наркобарона Мікаччі (Генрі Сільва) Жордан поводиться нахабно, і це йому дорого обходиться — люди Мікаччі підкидають в квартиру комісара труп одного з інформаторів. Злочинці домоглися свого — Жордана знову переводять у Париж в районний комісаріат Монмартра, де йому доводиться ловити вуличних повій і дрібних злодюжок.
У Парижі він намагається вийти на наркомережу Мікаччі, використовуючи свої зв'язки в кримінальному світі. Інспектор Рожанський (П'єр Верньє), що везе Жордана до комісаріату, говорить про Мікаччі. Колись він майже взяв наркобарона, але його підставили — підкинули йому в ящик столу конверт з грошима. Через якийсь час вони удвох їдуть на квартиру «матінки Кемаль», яка працює на Мікаччі і в якої зупинилися три турка, що провезли у шлунку контейнери з героїном. Жордан їх заарештовує, але наступного дня їх звільняє месьє Менсур, радник посольства Туреччини. Шеф комісаріату говорить про те, що немає підстав для арешту, Жордан відповідає — «Підстави в шлунках дипломатів!».
Жордан шукає людину на прізвисько «Фредді Хімік» (Мішель Робен), який займався очищенням наркотиків, але в гомосексуальному клубі, де останній бував, він його не знаходить. Але на зворотному шляху він зустрічає дівчину-повію, яку допитував його колега. Дівчина на ім'я Лівія-Марія Долорес (Марія Карлос Сотто Майор) йде за ним. Наступного дня комісара викликають у в'язницю до злочинця по імені Дядечко («Тон-Тон» у французькому оригіналі). Арештант просить комісара визволити його шістнадцятирічну доньку Катрін з покинутого будинку. Він говорить про те, що «ці негідники посадили її на голку, сплять з нею і одного разу вони вб'ють її просто так, від нудьги». Жордан каже, що Дядечко став дуже суворий до наркоманів. Після недовгої розмови Дядечко каже йому про Фредді, і ввечері Жордан успішно визволяє його дочку.
Після розмови з Альфред-«Фредді Хімік» комісар вибиває зі свого знайомого триста тисяч, які запросив Альфред, і Хімік збирається виїхати, але його застрелюють люди Мікаччі. Одного з них, Марка Вілла, комісар затримує і доставляє до комісаріату. Після цього він йде на зустріч з Лівією, яку знаходить зі слідами знущань на спині, і успішно розправляється з її кривдниками. Через якийсь час застрелюють давнього друга Жордана, Франсіса. Жордан переслідує вбивць в броньованій машині і вбиває їх. Шеф комісаріату в люті, але, коли приходить Жордан, видно, що це його не дуже турбує. Марк Вілла дає свідчення. За Жорданом встановлюють нагляд, він повинен був вивести на Альфреда, засудженого Мікаччі до смерті. Ще є свідчення про Антоніо Бальді, майстра по усуненню свідків.
Коли Жордан дивиться фотографії, де він знятий з Франсісом, йому телефонує Бальді. Комісар виходить і одразу все розуміє. Він приковує Бальді до керма його машини, наймані вбивці розстрілюють його. Жордан йде в клуб Мікаччі, озброєний пістолетом Бальді. Після розмови він вбиває його, залишає пістолет і йде. Через кілька годин його знаходять поліцейські і кажуть, що його шукає інспектор Рожанський. Він каже Жордану про смерть Мікаччі, Жордан іронічно дивується, кому б це було вигідно. Вони прощаються до завтра.

## У ролях
- Жан-Поль Бельмондо — Філіпп Жордан, комісар поліції
- Генрі Сільва — Мікаччо
- Карлос Сотто Майор — Лівія Марія Долорес
- П'єр Верньє — Рожинскі, інспектор поліції
- Моріс Бар'є — Дядечко Тонтон
- Клод Броссе — Антоніо Бальді, найманий вбивця
- Чекі Каріо — Франсіс, старий друг Жордана, господар грального клубу
- Жак Морі — адвокат
- Роже Дюма — Сімон, інспектор поліції
- Гебріель Каттан — Думас, перевіряючий
- Мішель Робен — Альфред Гоне на прізвисько Фредді-хімік
- Жак Давід — епізод
- Жан-Луї Рішар — епізод
- Дідьє Совегрен — Марк Вела, вбивця Альфреда
- Стефан Феррара — вбитий інформатор
- Даніель Бретон — водій під час погоні
- Жан-Роже Міло — охоронник
- Дані Коган — співробітниця поліції
- Анрі Атталь — Жорж, офіціант в барі
- Ізабель Лакан — Лівія, повія
- Жан-Клод Дрейфус — Крістіан Дріго, трансвестит
- Моріс Озель — Розенберг
- П'єр Бело — епізод
- Жак ван Доорен — епізод
- Мішель Беррер — один з братів Торіан
- Жан-Луі Ерола — епізод
- Ів Габрієллі — епізод
- Марк Шпілл — епізод
- Жан-Юг Лім — епізод
- Жерар Муасан — епізод
- Філіпп Ельєс — епізод
- Жан Ерман — епізод
- Летиція Габрієллі — Кетрін, дівчина-наркоманка, дочка Дядечка
- Орора Марі — матуся Кемаль
- Мехмет Улусой — епізод
- Корінна Бродбек — епізод
- Крістіан Бор — епізод
- Сідні Котто — епізод
- Жан Тоскан — епізод
- Даніель Перш — епізод
- Шарлі Кубессер'ян — епізод

## Знімальна група
- Режисер — Жак Дере
- Сценаристи — Жак Дере, Жан Ерман, Мішель Одіар
- Оператор — Ксавер Шварценбергер
- Композитор — Енніо Морріконе
- Художник — Ерік Мулар
- Продюсери — Ален Бельмондо, Жан-Поль Бельмондо

## Автомобілі використані у зніманні
- Філіп Жордан: Renault 18 (модель 1983 року), Talbot Horizon (модель 1981 року).
- Інспектор Рожанський: Renault 18 (модель 1983 року).
- Інспектор Сімон: Peugeot 504 (модель 1977 року).
- Франсіс П'єррон: Ford Mustang (модель 1967 року).
- Мекаччі: Cadillac Fleetwood (модель 1977 року).
- Люди Мекаччі: Chrysler 180 (модель 1973 року), Plymouth Volare (модель 1976 року).
- Майстер Каппа: BMW Série 7 (модель 1979 року) .
- Антоніо Бальді: Citroën CX (модель 1983 року).